# Aeropteryx monstrosa
Aeropteryx monstrosa là một loài côn trùng trong họ Myrmeleontidae thuộc bộ Neuroptera. Loài này được Riek miêu tả năm 1968.